# Daniel Claus
Pour les articles homonymes, voir Claus.
Christian Daniel Claus (né le 13 septembre 1727 à Bönnigheim et mort le 9 novembre 1787 près de Cardiff) est un loyaliste pendant la guerre d'indépendance des États-Unis.